# Вардар (1932 – 1934)
Вижте пояснителната страница за други значения на Вардар.
„Вардар“ е български вестник, орган на Македонския студентски съюз в чужбина. Излиза в София от 1932 до 1934 година.
Редактор на вестника е Никола М. Монев. Печата се в печатница П. К. Овчаров. Излизат 8 броя. Спрян е от правителството след Деветнадесетомайския преврат.